# Testone
Testone è il nome di monete d'argento di modulo grande dal valore di un quarto di scudo. I primi cominciarono a circolare in Italia dopo il 1470.

## Storia
Probabilmente il primo testone fu quello coniato da Galeazzo Maria Sforza nel 1474, o forse un anno prima, il 29 aprile 1473. Galeazzo autorizza Thomaso Portinari (banca dei Medici in Bruges) di fornire 'trecento d'oro testoni' per littere de cambio 'ad Gaspar Verbeke de Finadra nostro cantore' (Archivio di Stato Milan, Potenze sovrane 124, n. 90, Paul A. Merkley and Lora L.M. Merkley, Music and Patronage in the Sforza Court (Turnhout: Brepolis, 1999), p. 78.
Secondo molti studiosi l'apparizione dei testoni è uno degli eventi che segnano il passaggio dalla monetazione medievale a quella moderna.
Il testone è fondamentale nello sviluppo del ritratto nella monetazione rinascimentale (cfr. Sombart).
La moneta italiana verrà imitata in moltissimi Paesi europei, a iniziare dalla Francia di Luigi XII.
I testoni pesavano tra i 9,5 e i 10 grammi d'argento.

## Denominazioni
I testoni sono contraddistinti da vari nomi, per lo più in base alla zecca dove sono stati coniati.
Ecco l'elenco di quelli più significativi:
- alla romana - coniato a Bologna nel 1588 e inizialmente del valore di 2 giuli e 8 baiocchi e mezzo
- all'unicorno - coniato da Ranuccio II Farnese a Piacenza.
La moneta reca al dritto lo stemma coronato con la legenda RAN. FAR. PAR. ET. PLA. DVX. V., mentre al rovescio un unicorno scaccia i serpenti da un corso d'acqua; intorno ET. SIBI. ET. ALIIS.
- bianco - coniato a Ginevra e Lucerna, dal valore di un quarto di scudo
- da 24 Crazie - coniato a Firenze nel 1754 dal valore di 2 lire toscane; corrisponde al testone di Francesco III di Lorena
- da 3 Paoli.
- della Benedizione - coniato a Genova nel 1554, dal valore di una lira genovese.
- della Lorena - coniato nel XVI e XVII secolo dai duchi di Lorena. Famosi quelli di Nicola Francesco, uno con la propria immagine e l'altro con l'immagine della moglie, e cugina, Claudia di Lorena, figlia di Margherita Gonzaga (1635). Avevano la legenda MONETA NOVA FLORENT • CUSA. Furono coniati, in esilio, a Firenze.
- dell'idra - di Ercole I, duca di Ferrara, che aveva al rovescio l'idra a sette teste.
- di Ferrara - coniato per la prima volta da Ercole I (1471-1505).
Valeva tre soldi marchesini. La moneta fu oggetto di un bando emesso nel 1475 che ne preannunciava l'emissione per il 12 di giugno con un valore "de 33 quattrini col Duca da un lato e s. Zorzo (san Giorgio) a cavallo dall'altro" (Calissino cit. in Martinori).
Un testone di Ercole I fu detto dell'Idra e uno di Alfonso I fu detto del Sansone, entrambi per i soggetti rappresentati.
- di Francia - (teston) fu coniato per la prima volta da Luigi XII nell'aprile del 1513.
- di Milano - furono in assoluto le prime monete con questo nome, coniate dal 1474 da Galeazzo Maria Sforza.
- dei Farnese - un testone di Ranuccio I Farnese con l'immagine di sant'Ilario e uno, detto dell'unicorno, di Ranuccio II Farnese
- di Savoia - emessi da per la prima volta da Carlo I (1482 - 1490). Filiberto II (1497-1504) fece coniare dei pezzi da valore di 4 testoni con il suo ritratto e con quello di Jolanda Luisa. I testoni coniati a Torino recavano come segno di zecca la lettera T. Emanuele Filiberto (1553-1580) fece coniare un testone alla zecche di Vercelli, Aosta e Asti. Erano contraddistinti rispettivamente dalle lettere V, A e AST. Testoni furono coniati anche da Carlo II il Buono (1504-1553).
- fiorentino - noti quelli di Alessandro (1532 - 1537), Cosimo I (1537-1574), di Francesco I (1574-1587), di Ferdinando II (1621-1670) e di Cosimo III (1670-1723).
Al rovescio solitamente era rappresentato San Giovanni Battista seduto.
Particolarmente bello il testone da quaranta soldi di Alessandro inciso da Benvenuto Cellini e datato 1535. Al retro erano rappresentati i SS. Cosma e Damiano. Questa moneta è considerata uno dei capolavori dell'arte medaglistica rinascimentale. Nella Vita Cellini dice: "la prima che io feci si fu una moneta di quaranta soldi, con la testa di Sua Eccellenzia da una banda e dall'altra un San Cosimo e un San Damiano. Queste furono monete d'argento, e piacquono tanto, che il Duca ardiva di dire che quelle erano le più belle monete di Cristianità. "
Esiste anche un testone fatto coniare da Cristina di Lorena, vedova di Ferdinando I e reggente di Montepulciano. La moneta presenta al dritto: nella legenda le lettere D.M.P. sono interpretate da alcuni come "De Metallis Petrae Sanctae", mentre altri suggeriscono "D(omina) M(ontis) P(olitiani)". Aveva al rovescio la legenda MONETA NOVA FLORENT • CUSA e la data .
- genovese - coniato da Gian Galeazzo Maria Sforza, duca di Milano che fu signore di Genova dal 1488 al 1494. Più tardi, nel 1554, fu coniato il testone della benedizione.
- modenese - coniato da Ercole I, Alfonso I, l'imperatore Massimiliano e i papi Leone X, Adriano VI e Clemente VII.
- napoletano - pari a un doppio carlino.
- papale - il primo è quello da due grossi di Sisto IV. Fu la prima moneta a portare l'immagine di un pontefice.
- portoghese - coniati a partire dal XVI secolo col nome di testão.

Testoni furono coniati anche a: 
- Casale dai Paleologo dove alcuni presero il nome di Azzalino. Quello di Guglielmo II (1494-1518) aveva al dritto il busto del Marchese. Bonifacio II Paleologo X (1518–1530) ne coniò uno che recava l'aquila bicipite e un altro con lo stemma e la croce al rovescio.
- Mirandola dai Pico. Gian Francesco II (1469-1533) ne coniò uno con il libro e l'Ascensione e uno con il ritratto con la corazza e lo stemma  Archiviato il 22 maggio 2006 in Internet Archive.. Alessandro I (1617-1637) emise un mezzo testone: al dritto ALEX DVX MI R I MAR CONCO R III e lo stemma coronato partito in quattro mentre al rovescio la legenda TVTISSIMA QVIES circondava un'aquila bicipite.
- Sabbioneta, da Vespasiano Gonzaga, duca di Sabbioneta.
- Castiglione, da Francesco Gonzaga.
- Cornavin, vicino a Ginevra, da Carlo I di Savoia. Sopra lo stemma di Savoia al rovescio c'era il nodo di Savoia.
- Bellinzona verso il 1520 con il nome e le armi dei cantoni Uri, Schwyz e Unterwalden. Quest'ultimo non esiste più. Al rovescio San Martino, stante con vessillo e spada puntata verso il basso .
- Messerano da Ludovico II Fieschi e Pier Luca II Fieschi.
- Desana da Giovanni Bartolomeo Tizzone (1529-1533); al dritto un'aquila ad ali spiegate e al rovescio Sant'Alessandro con il vessillo e la spada.
- Asti da Ludovico di Orléans, 1465-1498
- Savona durante le Signorie di:Luigi XII dal 1499-1512, Guido Fregoso dal 1512-1512 e Francesco I, re di Francia nel periodo 1515-1528; tutti i tipi con al verso la Vergine seduta col Bambino e al dritto lo scudo civico.

## Testone di Milano
Il testone fu coniato per la prima volta a Milano nel 1474 dal duca Galeazzo Maria Sforza che ne fu il signore dal 1466 al 1476. I conii furono incisi da Cristoforo Foppa, noto con il soprannome di Caradosso (ca. 1452-1527). Pesava ca. 9,78 grammi al titolo del 962/1000, notevolmente elevato per l'epoca.

Secondo Edoardo Martinori la serie "costituisce quanto di più artistico ed interessante è stato coniato in Milano specialmente per la monetazione dell'argento". I testoni furono coniati fino a Filippo II (1556). Uguale nome ebbero le monete d'oro che avevano caratteristiche simili.
Coniarono testoni d'argento, tra gli altri, Gian Galeazzo Maria Sforza, Ludovico il Moro sia con il nipote Gian Galeazzo, sia da solo. Subito dopo la morte dell'amatissima moglie Beatrice d'Este (1497), Ludovico fece coniare un testone con l'effige propria sul recto e della moglie sul verso; esso è uno dei primi esempi di monetazione in cui l'effige della moglie accompagni quella del signore e marito, testimonianza di grande amore e ammirazione nei confronti della consorte. Del testone, che probabilmente fu coniato in argento, sono rimaste le sole prove in rame.
Ci sono anche testoni di Giovanni Galeazzo Maria durante la reggenza di Bona di Savoia (1476-1480). Al dritto il busto velato di Bona di Savoia dx con la legenda intorno: (testina di Sant'Ambrogio) BONA . 7. IO . GZ . M . DVCES . MELI . VI . Al rovescio: (testina di Sant'Ambrogio) SOLA . FACTA . SOLVM . DEVM . SEQVOR. intorno alla Fenice sul rogo, ad ali spiegate.

## Testone pontificio
Il primo papa a coniare un testone fu Sisto IV. Furono coniati con il ritratto papale da papa Leone X.
Papa Clemente VII ne fece coniare uno per il giubileo del 1525.
Inoltre coniarono testoni con la propria effigie i papi Paolo III, Giulio III, Gregorio XIII, Sisto V, Clemente VIII, Paolo V, Urbano VIII, Innocenzo X, Clemente X, Alessandro VIII, Clemente XI e Clemente XII.
Gli altri papi coniarono monete con lo stesso nome ma senza il loro ritratto.
A Roma alla fine del Settecento il valore del testone era:
1 testone = 3 giuli = 6 grossi = 30 baiocchi = 150 quattrini
10 testoni = 1 doppia d'oro
I testoni nello Stato della Chiesa circolarono fino all'inizio del XIX secolo.
Sotto Pio VII il testone recava al dritto lo stemma di papa Chiaramonti e al rovescio i Santi Pietro e Paolo stanti con una colomba in alto.
La moneta pesava 7,928 g, aveva un diametro di 31 mm; il titolo dell'argento era del 917/1000. Il fino era di ca. 7,269976 g di argento.
Dopo la caduta di Napoleone, le monete con questo valore furono coniate solo nel 1830, con la nuova indicazione del valore (30 baiocchi). Il peso e il titolo erano quelli del vecchio testone, ma il diametro, grazie al miglioramento della tecnica di produzione, era passato a 26 mm, dando così luogo a una moneta più spessa. La moneta da 30 baiocchi venne coniata durante la sede vacante del 1830 e nel 1834 da Gregorio XVI.
Nel 1834 cala il titolo che passa a 900/1000. Nonostante l'aumento di peso da 7,928 a 8,069 grammi, il fino, anche se di poco, cala a 7,2621. Fu coniato fino alla morte di Gregorio.
Questa è l'ultima moneta che in qualche può essere ricondotta al testone.

## Inghilterra
Il testoon viene coniato in Inghilterra per la prima volta sotto Enrico VII (1485 - 1509) verso il 1487, nell'ambito della sua riforma monetaria. Il testoon valeva 12 penny. È anche detto "tester".
Il sistema era costituito dalle seguenti monete d'argento:
- Farthing (1/4 d)
- Half penny (1/2 d)
- Penny (1 d)
- Half groat (2 d)
- Groat (4 d)
- Testoon (12 d oppure 1 s)

L'oro era rappresentato da
- Sovreign (20 scellini)
- Ryal (10 scellini)
- Angel (6 scellini)

Anche sotto Enrico VIII (1509 - 1547) ed Edoardo VI (1509 - 1553) furono coniate monete con lo stesso nome.
Più tardi, dopo la riforma monetaria del 1551 di Edoardo, la moneta prese il nome di scellino.

## Francia
Fu emesso per la prima volta, con il nome di teston, da Luigi XII nell'aprile del 1513. Il re emise queste monete d'argento con l'immagine reale per finanziare le guerre d'Italia. Imitava le monete italiane ed inizialmente valeva 10 soldi tornesi.
Testoni e frazioni furono coniati anche da Francesco I (1515-1547), Enrico II (1547-1559), Francesco II (1559-1560), Carlo IX (1560-1574), Enrico III (1574-1589).
Il testone durò in Francia fino al regno di Enrico III che ne proibì la coniazione poco dopo la sua salita al trono.
I più belli furono quelli coniati da Francesco I.
Testoni furono coniati anche dalle zecche feudali di:
Dombes da Henri de Montpensier (1573 - 1608)
Navarra da re Enrico II di Navarra (1516-1555)
In Lorena testoni, mezzi testoni e quarti di testone furono coniati nel XVI e XVII secolo. Tra i Granduchi che emisero i testoni possono essere citati Antonio detto il Buono, Carlo III, nipote dell'imperatore Carlo V, Enrico II, Carlo IV Leopoldo I e Nicola Francesco.

## Scozia
In Scozia il testoon d'argento fu coniato nel 1553 con Maria Stuarda (1542-1567). La moneta del 1553 valeva 4 scellini scozzesi e recava al dritto la testa della regina. Il conio era stato inciso da Antoine Brucher alla zecca di Parigi.
Il testoon del 1553 aveva al dritto la testa di Maria e intorno la legenda: MARIA . DEI . GRA . R . SCOTORUM. Al rovescio c'era lo stemma scozzese, con il leone rampante circondato dalla legenda: DA . PACEM . DOMINE . 1553
In seguito dal 1555 al 1558 furono coniate monete dal valore di 5 scellini scozzesi. Le nuove monete recavano al diritto lo stemma di Scozia fiancheggiato dalle lettere M e R. Intorno la legenda MARIA . DEI . GRA . SCOTOR . REGINA. Al rovescio una croce di Gerusalemme e intorno IN VIRTVTE TVA LIBERA ME e la data. Altre recavano al dritto il monogramma di Maria e lo stemma sovrapposto alla croce al rovescio.
Dopo il matrimonio con Francesco di Valois furono coniate monete con gli stemmi e le iniziali di Maria e Francesco. Al diritto il monogramma FM aveva ai lati il giglio di Francia e il cardo scozzese; intorno VICIT LEO DE TRIBV IVDA. Al rovescio lo scudo con gli stemmi di Francia e Scozia; intorno FRAN . ET . MA . D.G. R:R: FRANCO . SCOTO.
Altri testoni erano stati coniati dai coniugi in qualità di Re e Regina di Scozia e di Delfino e Delfina di Francia.
Durante la vedovanza emise un testone con il ritratto. Dopo il matrimonio col Lord Darnley fu coniato un nuovo testone. Questa fu l'ultima moneta scozzese con questo valore.
Nel 1578, durante il regno del figlio, Giacomo VI di Scozia, ci fu una rivalutazione e sulle monete da uno e da mezzo testone fu apposta una contromarca con un cardo coronato e il valore portato rispettivamente a sette scellini e sei pence e a tre scellini e nove pence.

## Portogallo
Anche una moneta portoghese ebbe questo nome (testão o tostão).
Fu coniato per la prima volta da Manuele I (1495-1521) con un peso di 9,13 g di argento.
Testoni furono coniati anche da Antonio, figlio di Luigi, figlio di re Manuele, nel 1580. Nel XIX secolo era arrivato a 2,29 g
Tostão era anche il nome della moneta brasiliana da 80 real (pl. reis).

## Letteratura
Testoni sono citati anche ne "Gli Innamorati" di Carlo Goldoni, ove un personaggio precisa che "un testone vale, in Milano, quarantacinque soldi di buona moneta" e in un sonetto di Giuseppe Gioacchino Belli (La fruttaroletta) dove l'autore, nella nota, ne indica il valore: "Testone: moneta d'argento di tre paoli".
La moneta è anche citata nella "Chanson de La Palisse":
...
Un devin, pour deux testons,
Lui dit, d'une voix hardie,
Qu'il mourrait delà des monts
S'il mourait en Lombardie.

...
Il testone e il suo valore sono ovviamente indicati anche nei testi economici dell'epoca.